# Templo de Apolo (Corinto)
El Templo de Apolo de Corinto (en griego: Ναός του Απόλλωνα) fue un templo de la Antigua Grecia dedicado a Apolo Pitio en Corinto , Grecia]. Sus ruinas se encuentran en el zona yacimiento arqueológico de la Antigua Corinto en la actual Archaía Kórinthos aldea del municipio de Kórinthos. 

## Historia

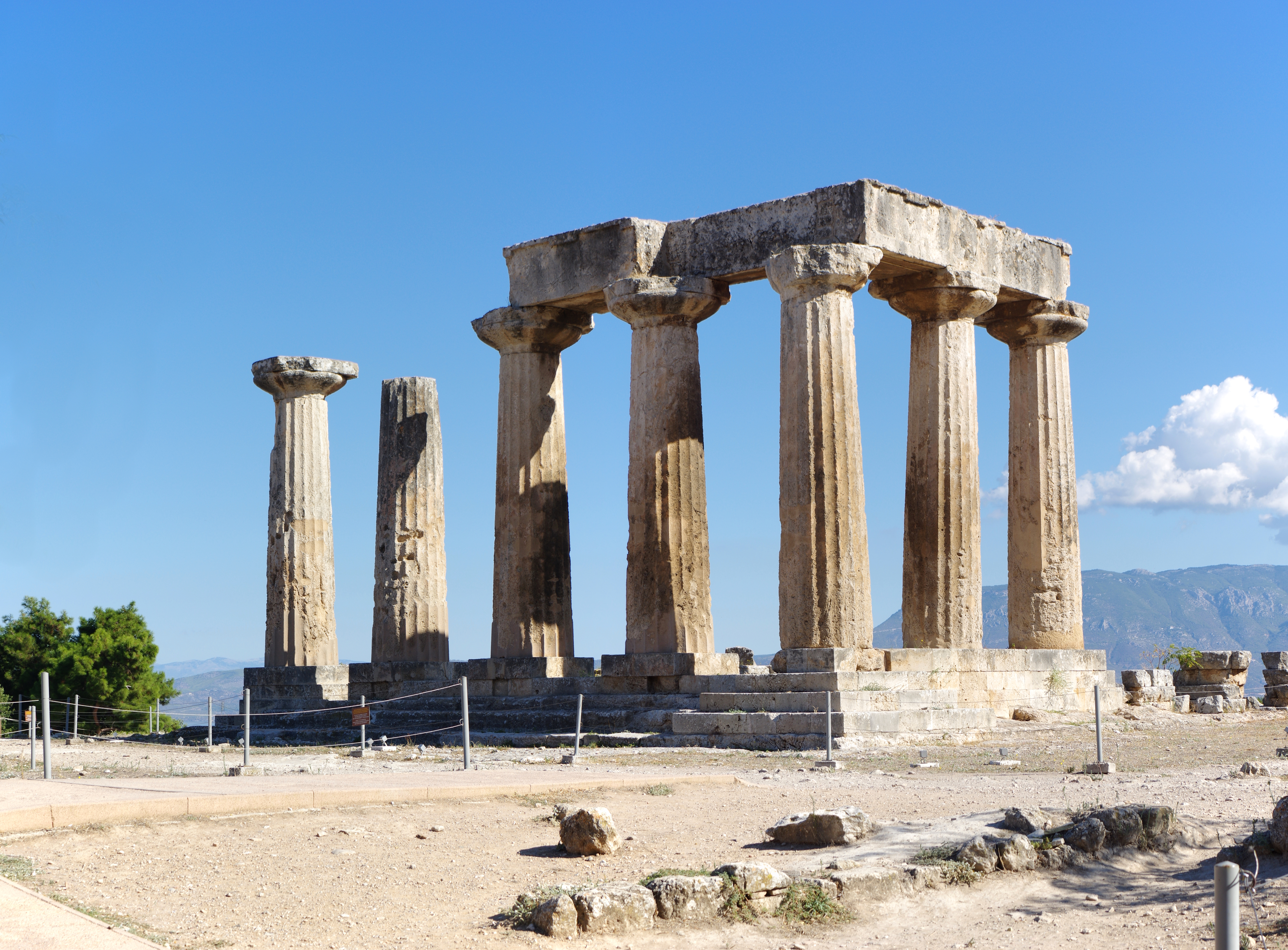
Ruinas del Templo de Apolo.

Se construyó originalmente durante el reinado del primer tirano de Corinto, Cípselo, alrededor de 650-625 a. C. Fue destruido en el 580 a. C., posiblemente en disturbios que pudieron estar relacionados con una batalla entre la tiranía y la oligarquía.
En torno a 560-540 a. C. se construyó un nuevo templo más grande. Al mismo tiempo, la zona de témenos se amplió hacia el norte. Era el más importante de Corinto, junto con el Templo de Afrodita en el Acrocorinto. Probablemente sufrió daños después de que los romanos destruyeran la ciudad en 146 a. C., pero al parecer fue uno de los pocos edificios que no quedó completamente destruido. Por ello, pudo restaurarse cuando se reconstruyó la ciudad a partir del año 44 a. C.
Durante el Imperio otomano, en el centro del templo se construyó la residencia del bey de Corinto, el gobernador otomano. Como consecuencia, el extremo oriental del edificio con su columnata fue demolido. En la actualidad se conservan siete columnas y parte del arquitrabe del extremo occidental del templo. Al parecer, en el XVIII aún se conservaban al menos doce columnas. Las columnas del templo fueron visibles durante siglos como únicos indicios de una antigua ciudad antes de que comenzaran las excavaciones arqueológicas del yacimiento a finales del siglo XIX. Por aquel entonces, las ruinas aún se llamaban templo de Hera/Juno o Zeus/Júpiter. Entre 1898 y 1899 se llevaron a cabo excavaciones y estudios del emplazamiento del templo.

## Descripción
El templo de Apolo estaba situado en la llamada colina del templo que dominaba el centro de Corinto, al norte del ágora de la ciudad y de la llamada Estoa noroeste en su lado norte. El templo estaba construido en piedra caliza y medía unos 21 × 53 metros. Era un templo períptero, De estilo dórico, su fachada tenía 6 × 15 columnas, 38 en total. Las columnas son monolíticas, es decir, cada columna es una sola piedra. Miden unos 7 m de altura y tienen un diámetro de 1,7 m en la parte inferior. Las columnas estaban recubiertas de estuco de mármol blanco.

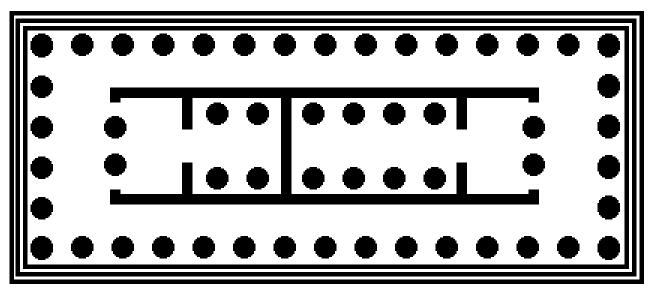
Planta del templo.

El templo tenía dos naos, una abierta al este y otra al oeste. La naos occidental era más pequeña y probablemente albergaba una imagen de culto de Apolo hecha de oro y marfil o bronce en los años 400 o 300 a. C.. La naos oriental era más grande y albergaba una imagen de culto de Apolo (xoanon) de madera, más antigua. Otras sugerencias apuntan a que la segunda naos habría albergado una estatua de Artemisa, la hermana de Apolo,  o se habría utilizado como tesoro. No había puerta en el muro entre los nichos. Había dos filas de columnas dentro de cada uno de los dos nichos, dos filas de dos columnas en el lado oeste y dos filas de cuatro columnas en el lado este.
Delante de cada una de las dos naos había un pronaos con dos columnas delante. Bajo el suelo había un depósito de agua bendita. El templo es el primer edificio conocido en el que estilóbato utilizó la curvatura para hacer que las proporciones del templo parecieran más simétricas de lo que eran en realidad. Más tarde, el mismo invento se aplicó al Partenón de la Atenas. El techo del templo estaba decorado con esfinges de terracota.